# Dorymenia discoveryi
Dorymenia discoveryi is een Solenogastressoort uit de familie van de Proneomeniidae. De wetenschappelijke naam van de soort is voor het eerst geldig gepubliceerd in 1908 door Nierstrasz.